# Obere Nuthe-Läufe
Die Oberen Nuthe-Läufe sind ein FFH-Gebiet in der Stadt Zerbst/Anhalt im Landkreis Anhalt-Bitterfeld und der Stadt Coswig (Anhalt) im Landkreis Wittenberg in Sachsen-Anhalt.

## Allgemeines
Das FFH-Gebiet umfasst mehrere flächenhafte Teile mit einer Gesamtgröße von circa 820 Hektar sowie linienhafte Teile mit einer Gesamtlänge von circa 44 Kilometer (beim Bundesamt für Naturschutz ist die Größe mit 853 Hektar angegeben). Teile des FFH-Gebietes überlagern sich mit den Landschaftsschutzgebieten „Zerbster Nuthetäler“, „Westfläming“ und „Roßlauer Vorfläming“ bzw. sind als Naturschutzgebiete „Nedlitzer Niederung“, „Rahmbruch“, „Platzbruch“ und „Rathsbruch“ ausgewiesen. Das Naturdenkmal „Badeteich bei Bärenthoren“ liegt innerhalb des FFH-Gebietes. Das Gebiet ist durch die Landesverordnung zur Unterschutzstellung der Natura 2000-Gebiete im Land Sachsen-Anhalt (N2000-LVO LSA) seit dem 21. Dezember 2018 rechtlich gesichert. Zuständige untere Naturschutzbehörden sind die Landkreise Anhalt-Bitterfeld und Wittenberg.

## Beschreibung
Das aus mehreren Teilflächen bestehende FFH-Gebiet liegt nordöstlich von Zerbst/Anhalt im Naturpark Fläming. Es umfasst die Hagendorfer Nuthe und die Lindauer Nuthe bis Zerbst/Anhalt, die Grimmer Nuthe bis zur Mündung in die Lindauer Nuthe und die Boner Nuthe ab oberhalb Kleinleitzkau bis Zerbst/Anhalt sowie den Nuthe-Läufen zufließende Quellbäche jeweils mit ihren Uferbereichen und einige im Verlauf der Fließgewässer liegende Stauteichen sowie mehrere in den Niederungen der Fließgewässer liegende Wald- und Offenlandbereiche.
Die Fließgewässer sind teilweise auch über längere Strecken begradigt, verlaufen aber abschnittsweise auch naturnah mäandrierend. Sie beherbergen vielfach Wasservegetation aus Einfachem Igelkolben, Flutendem Schwaden, Bachbunge, Sumpfwasserstern, Schwimmendem Laichkraut und Echter Brunnenkresse. Die Fließgewässer werden vielfach von Gehölzen und feuchten Hochstaudenfluren mit Echter Zaunwinde, Wasserdost, Blutweiderich, Sumpfstorchschnabel und Echtem Mädesüß begleitet.
Die Waldgesellschaften in den Niederungen sind als Erlenbruchwälder und als Erlen-Eschenwälder mit Bitterem Schaumkraut, Sumpfhaarstrang, Einbeere, Sumpfpippau, Bachnelkenwurz, Sumpfdotterblume und Winkelsegge in der Krautschicht ausgebildet. Auf trockeneren Standorten sind Eichen-Hainbuchenwälder ausgebildet. In deren Krautschicht siedeln Mittleres Hexenkraut, Aronstab, Wolliger Hahnenfuß, Vielblütige Weißwurz, Gewöhnliche Schuppenwurz und Gelbes Windröschen.
Grünländer im Schutzgebiet sind als extensiv bis mäßig intensiv genutzte Mähwiesen nur teilweise noch artenreich. Sie beherbergen unter anderem Scharfen Hahnenfuß, Wiesenschaumkraut, Wiesensauerampfer, Kuckuckslichtnelke, Gamaderehrenpreis und Wolliges Honiggras.
Die Fließgewässer sind Lebensraum von Biber und Fischotter. Sie beherbergen unter anderem Bachneunauge und Steinbeißer, letztere in der Boner Nuthe. Im Rahmen des seit 2009 durchgeführten Wanderfischprogramms Sachsen-Anhalt wurden in den Nuthe-Läufen Lachse und Meerforellen ausgesetzt, von denen seit 2011 regelmäßig Rückkehrer nachgewiesen werden.
Fledermäuse finden insbesondere in Verbindung mit den bewaldeten Quellbereichen geeignete Lebensräume. Hier sind Mopsfledermaus, Großes Mausohr, Fransenfledermaus, Große Bartfledermaus, Mückenfledermaus, Braunes und Graues Langohr heimisch.
Das ausgedehnte FFH-Gebiet wird an mehreren Stellen von Verkehrswegen gequert.